# Koritnigite
La koritnigite è un minerale appartenente al gruppo omonimo.